# Portret van een jonge vrouw (Christus)
Het Portret van een jonge vrouw is een schilderij van Petrus Christus uit circa 1470 dat beschouwd wordt als zijn meesterwerk.

## Geschiedenis
Het schilderij maakte deel uit van de Solly Collection voordat die verzameling in haar geheel gekocht werd door de Gemäldegalerie (Berlijn) en sinds 1821 deel uitmaakt van die laatste collectie. De toeschrijving aan Christus is gebaseerd op aantekeningen van Gustav Waagen die die ontleend had aan de inscriptie op de originele, nu verdwenen lijst: "Petrus Christophori". Ook over de identiteit van de afgebeelde vrouw is veel gespeculeerd. (Er bestaat ook een kopie van het schilderij in de collectie-Forrer.)

## De afgebeelde
Waagen suggereerde al in 1824 dat het hier zou gaan om een lid van de familie van John Talbot (1384/1387-1453) ("Nichte des berühmten Talbot"). In de vele decennia daarna passeerden verschillende familieleden de revue. In 1990 kwam er een plausibele verklaring van John Upton: hij meende dat Waagen nepos fout vertaald had als nicht in plaats van kleinkind. Voor die laatste zouden dan de zussen Anne en Margaret in aanmerking komen, geboren rond 1445. Hun tante, Elizabeth Talbot, was getrouwd met John de Mowbray, 4th Duke of Norfolk (1444-1476) en zij was aanwezig bij het huwelijk van Karel de Stoute in Brugge in 1468, en mogelijk in gezelschap van haar nichtjes. Bij dat verblijf zou dan dit portret van een van hen zijn geschilderd. Tot nu toe wordt dit als meest plausibele verklaring aangemerkt.

## Datering
Waar voorheen de datering werd gelegd rond de jaren 1440 wordt op basis van vergelijking van kostuums (en andere schilderijen) uit de tijd
nu uitgegaan van een datering rond 1470. Het was Erwin Panofsky die in 1953 een verband legde met het portret van Maria Baroncelli door Hans Memling uit 1470-1471.